# 11167 Kunžak
11167 Kunžak eller 1998 FD3 är en asteroid i huvudbältet som upptäcktes den 23 mars 1998 av den tjeckiske astronomen Petr Pravec vid Ondřejov-observatoriet. Den är uppkallad efter den tjeckiska staden Kunžak.